# راک هادسن (فیلم)
راک هادسن (به انگلیسی: Rock Hudson) یک فیلم تلویزیونی درام زندگی‌نامه‌ای آمریکایی محصول ۱۹۹۰ به کارگردانی جان نیکوللا و نویسندگی دنیس ترنر است. این فیلم بر اساس داستان زندگی، راک هادسن و همسرش است. این فیلم داستان ازدواج آنهاست که پس از مرگ هادسن در سال ۱۹۸۵ بر اثر ایدز نوشته شده‌است. در کتاب گیتس نوشت که او عاشق هادسن بود و نمی‌دانست که هادسون در زمان ازدواج آنها همجنس‌گرا است و در فریب او شریک نبود. این فیلم همچنین بر اساس مقالات مجله، مصاحبه‌ها و سوابق دادگاه است، از جمله رونوشت‌های محاکمه دادگاه عالی لس آنجلس که پس از آن مارک کریستین تسویه حساب بزرگی (۲۱٫۷۵ میلیون دلار) از دارایی بازیگر برد زیرا هادسون این واقعیت را از او پنهان کرده بود. که از ایدز رنج می‌برد. بعدها، مارک میلر (منشی هادسن) فیلم را متهم به دروغ‌های مخرب کرد.
در سال ۱۹۸۹، هر دو آی‌بی‌سی و ان‌بی‌سی شروع به توسعه طرح‌هایی برای زندگی‌نامه هادسون کردند، ان‌بی‌سی اعلام کرده بود که فیلمنامه‌ای را سفارش داده‌است، اما آی‌بی‌سی قبلاً یک فیلم را تکمیل کرده بود. در ۸ ژانویه ۱۹۹۰ در آی‌بی‌سی پخش شد. ان‌بی‌سی بعداً تصمیم گرفت که سریال کوتاه چهار ساعته خود را کامل نکند.
توماس ایان گریفیت نسبتاً ناشناخته برای ایفای نقش این بازیگر انتخاب شد. او ۶ فوت و ۵ اینچ قد دارد و هادسون ۶ فوت و ۴ اینچ قد دارد. او مجبور شد برای به تصویر کشیدن هادسون مسن‌تر تا چهار ساعت را به آرایش بگذراند.
این فیلم توسط بسیاری از منتقدان بد بررسی شد، تنها ۲۴ درصد از تماشاگران را به خود جذب کرد و به دلیل نگرانی در مورد تصویر همجنس‌گرایی هادسن دچار انحرافات تبلیغاتی شد. در رتبه‌بندی نیلسن برای هفته منتهی به ۱۴ ژانویه ۱۹۹۰ در رتبه ۲۹ قرار گرفت.
باب ایگر ادعا کرد که تحقیقات نشان می‌دهد که ای‌بی‌سی به دلیل پخش این فیلم یک میلیون دلار از تبلیغات خود را از دست داده‌است.

## داستان
داستان در پایان محاکمه مارک کریستین، عاشق سابق راک هادسون متوفی آغاز می‌شود، سپس برای پوشش زندگی و حرفه هادسون فلش بک باز می‌گردد.
در یک مجموعه فیلم، هادسن با تیم مورفی ملاقات می‌کند و آنها رابطه ای را شروع می‌کنند و در نهایت با هم زندگی می‌کنند. ویلسون از این موضوع نگران است و از هادسن می‌خواهد تا با منشی جدیدش، فیلیس گیتس، ملاقات کند. این دو عاشق هم می‌شوند و این باعث ناراحتی تیم می‌شود. تیم کوچ می‌کند و به زودی راک و فیلیس با هم ازدواج می‌کنند. در حالی که در این رابطه جدید، راک هنوز از بارهای همجنسگرا بازدید می‌کند. فیلیس شوکه می‌شود و بعداً طلاق می‌گیرند و او سپس ویلسون را به عنوان مدیر خود اخراج می‌کند.
حرفه هادسن شروع به افول می‌کند. سر صحنه فیلم ثانیه‌ها در سال ۱۹۶۶، جایی که او نقش مردی میانسال را بازی می‌کند که در تلاش برای بازپس گیری جوانی از دست رفته خود، تحت عمل جراحی پلاستیک رادیکال قرار گرفته است، تا جایی ناراحت می‌شود که دچار شکستگی می‌شود. کارگردان جان فرانکنهایمر باید صحنه را ببندد تا هادسن گریان را آرام کند. هادسن سپس با مارک کریستین ملاقات می‌کند. آنها عاشق می‌شوند، اما هادسن به او نمی‌گوید که او ایدز دارد. هادسن در پاریس تلاش می‌کند تا یک معالجه مخفیانه انجام دهد، اما برای حضور در سریال دودمان در اواخر سال ۱۹۸۴ باید آن را کوتاه کند.
بعداً، دوست دیرینه دوریس دی برای یک کنفرانس مطبوعاتی به هادسون می‌پیوندد، جایی که راز و هادسن آشکار می‌شوند. هادسن بر اثر ایدز می‌میرد و کریستین از اموال هادسن به دلیل به خطر انداختن او شکایت می‌کند.

## بازخوردها
جان جی اوکانر از نیویورک تایمز گفت که این فیلم "یک برخورد دلسوزانه با زندگی و حرفه بازیگر" و "یک پرتره به طور کلی امکان پذیر" است. او همچنین بازی توماس ایان گریفیث در نقش راک هادسون را ستود.
ریک آراگون گفت: "نقص بزرگ راک هادسن فیلمنامه است."